# Pentan
Pentan je jedna z organických sloučenin, se vzorcem C5H12. Tento alkan je součástí některých paliv a je používán jako speciální rozpouštědlo v laboratořích. Jeho vlastnosti jsou velmi podobné butanu a hexanu. Existuje ve třech strukturních izomerech, rozvětvené izomery se nazývají isopentan a neopentan. Tyto rozvětvené izomery jsou stabilnější. To znamená, že potřebují nižší teplotu tvorby a tepla spalin. Isopentan je výhřevnější než pentan o 1,8 kcal/mol a neopentan o 5 kcal/mol.

## Laboratorní použití
Vzhledem k tomu, že jako většina těkavých uhlovodíků je kapalný při pokojové teplotě, je pentan často používán v laboratoři jako rozpouštědlo, které je možné pohodlně odpařit. Také proto, že je nepolární, jeho rozpouštění je hodně obtížné a nepolární a na alkyly bohaté sloučeniny jsou v něm dobře rozpustné . Pentan je mísitelný nejčastěji s nepolárními rozpouštědly, jako jsou chlorované uhlovodíky, aromáty a ethery.
Jedna z jeho aplikací jakožto laboratorního rozpouštědla je v kapalinové chromatografii.

## Reakce
Rozpad pentanu na oxid uhličitý a vodní páru (hoření):
C5H12 + 8 O2 → 5 CO2 + 6 H2O
Stejně jako jiné uhlovodíky, i pentan podléhá radikálovým halogenacím:
C5H12 + Cl2 → C5H11Cl + HCl
Těmito reakcemi vytvářejí 1-, 2- a 3-chloropentany, stejně jako vyšší chlorované deriváty pentanu.
Podobně jako n-butan, tradiční surovinu při výrobě maleinanhydridu, lze použít i pentan jako substrát:
CH3CH2CH2CH2CH3 + 5 O2 → C2H2(CO)2O + 5 H2O + CO2

## Průmyslové použití
Pentan je jedním z často používaných nadouvadel používaných při výrobě polystyrenové pěny.
Pentan je používán jako pracovní médium v geotermálních elektrárnách.